# پائولو کوئلیو
پائولو کوئیلو (به پرتغالی: Paulo Coelho) (زاده ۲۴ اوت ۱۹۴۷) نویسنده معاصر برزیلی است. رمان‌های او بین مردم عامه در کشورهای مختلف دنیا پرطرفدار است.
او از سال ۲۰۰۷ سفیر صلح سازمان ملل در موضوع فقر و گفتگوی بین فرهنگی است. وی همچنین از مدافعین آزاد شدن مواد مخدر مانند ماری جوانا و کوکائین است.

## زندگی
او در ۲۴ اوت سال ۱۹۴۷ در ریودوژانیرو برزیل به دنیا آمد. مادر او لیژیا خانه‌دار و پدرش مهندس بود. او وقتی نوجوان بود، می‌خواست یک نویسنده شود. پس از گفتن این موضوع به مادرش، مادرش پاسخ داد «عزیز من، پدر تو یک مهندس است. او یک منطق گراست، انسانی منطقی با چشم‌اندازی بسیار مشخص از جهان. آیا تو واقعاً می‌دانی اینکه تو یک نویسنده شوی چه معنایی دارد؟» پس از تحقیق، کوئلیو به این نتیجه رسید که «یک نویسنده همیشه عینک می‌زند و هرگز موی خود را شانه نمی‌کند و وظیفه‌ای دارد و هرگز توسط نسل خودش درک نخواهد شد». درونگرایی و سرپیچی کوئیلو از سنت‌ها در ۱۶ سالگی، منجر شد تا پدر و مادرش او را به یک مؤسسه روانی بفرستند که قبل از اینکه به سن ۲۰ سالگی برسد، سه بار از آنجا فرار کرد. کوئلیو بعداً اشاره کرد که «آن‌ها نمی‌خواستند به من صدمه بزنند، اما آن‌ها نمی‌دانستند چه کار باید بکنند، آن‌ها این کار را انجام ندادند تا مرا نابود کنند، آن‌ها این کار را کردند تا مرا نجات دهند.» به خاطر آرزوهای پدر و مادرش، کوئلیو در مدرسه حقوق ثبت نام کرده و رؤیای خود را برای نویسنده شدن رها کرد. یک سال بعد، مدرسه را ترک کرد و مدتی مثل یک هیپی زندگی کرد. از جنوب آمریکا، شمال آفریقا، مکزیک، و اروپا مسافرت کرد و در سال ۱۹۶۰ به مواد مخدر روی آورد. وقتی به برزیل بازگشت، و به عنوان یک ترانه‌سرا شروع به کار کرد. در سال ۱۹۷۴، کوئلیو به جرم فعالیت‌های «خرابکارانه» توسط دولت نظامی حاکم دستگیر شد؛ دولتی که حدود ده سالی بود که قدرت را به دست گرفته بود و اشعار کوئلیو را به عنوان جناح چپ برای خود تهدید آمیز تلقی می‌کرد. کوئلیو همچنین قبل از ترغیب شدن به فعالیت نویسندگی به عنوان بازیگر، روزنامه‌نگار و کارگردان تئاتر کار کرده‌است. در سال ۱۹۸۶، کوئلیو بیش از ۵۰۰ مایل در جاده سانتیاگو د کامپوستلا در شمال غربی اسپانیا راه رفت که نقطه عطفی در زندگی اش شد. در راه، کوئلیو یک بیداری معنوی را تجربه کرد. که او در اتوبیوگرافی خود در زیارت آن را شرح داده‌است. او در یک مصاحبه اظهار داشت: «در سال ۱۹۸۶، من از کارهایی که می‌کردم احساس خوبی داشتم. با کاری که داشتم آب و غذای من در حدی فراهم می‌شد که بتوانم روی تمثیل کیمیاگر کار کنم. کسی را داشتم که او را دوست می‌داشتم. اما آن‌ها رؤیای من نبود. نویسنده شدن رؤیای من بود و هنوز هست.» پس از آن کوئلیو شغل پر درآمد خود به عنوان ترانه‌سرا را ترک کرد و به دنبال نوشتن تمام وقت رفت.

## نویسندگی حرفه‌ای

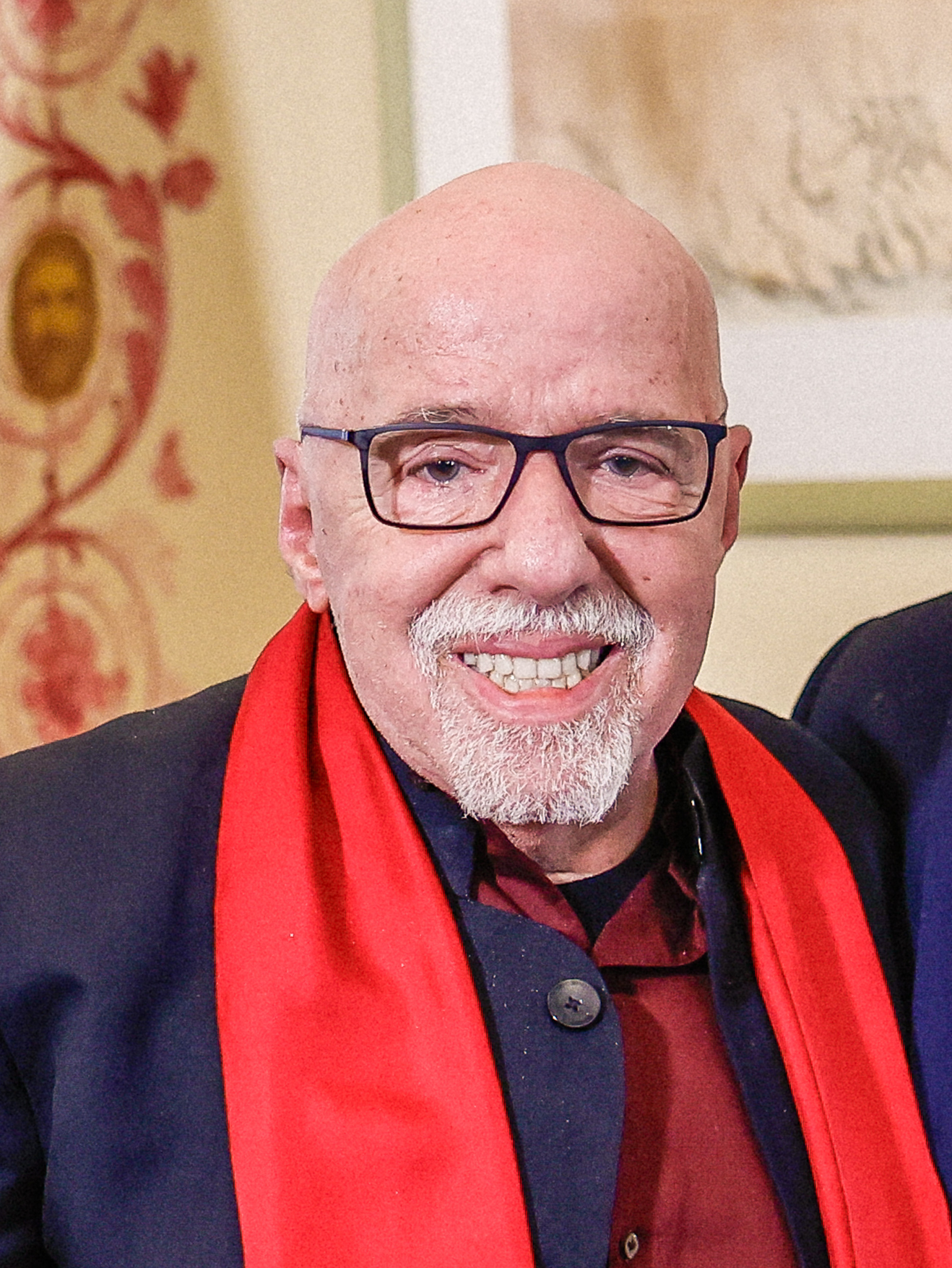
پائولو کوئلیو، ۲۰۲۴

در سال ۱۹۸۲ کوئلیو اولین کتاب خود را بنام آرشیوهای جهنم منتشر کرد که با شکست مواجه شد.
در سال ۱۹۸۶، او با گروهی موسوم به راهنمای عملی خون‌آشامی همکاری نمود، البته بعدها بعد از اینکه پی به ماهیت بد آن برد آن را ترک کرد.
بعد از خاطرات یک مغ سانتیاگوی کامپوستلا در سال ۱۹۸۶، کوئلیو رمان خاطرات یک مغ (ترجمه عنوان انگلیسی: «زیارت») را نوشت. سال بعد کوئلیو، کیمیاگر را نوشت و آن را از طریق یک ناشر کوچک برزیلی در۹۰۰ نسخه منتشر کرد و تصمیم گرفت آن را تجدید چاپ نکند. او سپس یک چاپخانه بزرگتر پیدا کرد، و با انتشار کتاب بعدی خود بنام بریدا، کتاب کیمیاگر به پرفروشترین کتاب برزیلی تبدیل شد. بیش از ۶۵ میلیون نسخه از کیمیاگر به فروش رفته و به یکی از پر فروش‌ترین کتاب‌ها در تاریخ تبدیل شده‌است، این کتاب به بیش از ۷۰ زبان ترجمه شده‌است که هفتاد و یکمین آن زبان مالتی بود، به دلیل داشتن رکورد بیشترین تعداد ترجمه به زبان‌های مختلف در فهرست رکوردهای جهانی گینس قرار گرفت به عنوان کتابی از یک نویسنده زنده که به بیشترین زبان‌های دنیا ترجمه شده‌است.
از زمان انتشار کیمیاگر، کوئلیو تقریباً هر دو سال یکبار یک رمان نوشته‌است از جمله کنار رودخانه پیدرا نشستم و گریستم، کوه پنجم، ورونیکا تصمیم می‌گیرد بمیرد، شیطان و دوشیزه پریم، یازده دقیقه، مثل رود روان، ندیمه‌های اودین و جادوگر پورتوبلو. زمانی که در خاطرات یک مغ برای غلبه بر تعلل خود در شروع کار نوشتن تلاش می‌کرد با خود گفت: «اگر من امروز یک پر سفید ببینم، آن نشانه‌ای است از جانب خدا که می‌گوید باید یک کتاب جدید بنویسم.» کوئلیو یک پر سفید در پنجره یک فروشگاه پیدا کرد و شروع کرد به نوشتن در آن روز.
در مجموع، کوئلیو تاکنون ۳۰ عنوان کتاب منتشر کرده‌است. سه تا از آن‌ها - خاطرات یک مغ، ندیمه‌های اودین و «الف» - مربوط بشرح حال خود او هستند، در حالی که بقیه آن‌ها کتاب‌های تخیلی هستند که ریشه در تجربیات زندگی او دارند
بقیه، مانند مکتوب و کتابچه راهنمای جنگجوی نور، مجموعه‌ای از مقالات، ستون‌های روزنامه و آموزه‌های منتخب وی هستند. در مجموع کوئلیو بیش از ۱۰۰ میلیون جلد کتاب در بیش از ۱۵۰ کشور در سراسر جهان فروخته‌است و آثار او به ۷۱ زبان ترجمه شده‌است.
او پرفروشترین نویسنده پرتغالی زبان در تمام اعصار است. کوئلیو در وبلاگ خود نیز سه بار در هفته می‌نویسد. کوئلیو طی گفت‌گویی با نشریهٔ وال استریت ژورنال در سال ۲۰۱۴، از تصمیم خود مبنی بر ورود به شبکه‌های اجتماعی به منظور ارتباط دائمی با خوانندگان آثارش گفت.

## اقتباس‌ها
چندین کتاب کوئلیو در رسانه‌ها ۱۹۹۸ تلویزیون مانشت ۵۲ قسمت سریال کوتاه بر اساس کتاب بریدا ساخت. این اقتباس توسط جیم کامارگو، سونیا موتا و آجلیکا لوپز نوشته شده و توسط والتر آوانسینی کارگردانی شد. بازیگر برزیلی کارولینا کستینگ نقش بریدا را بازی کرد. این آخرین رمانی بود که توسط تلویزیون مانشت به فیلم تبدیل شد. این فیلم مخاطب زیادی نداشت و با شکست مواجه شد و مورد انتقاد خود پائولوکوئیلو نیز قرار گرفت. با توجه به عدم وجود حامیان مالی، یک پایان شتاب زده داشت. صحنه‌های آخر ضبط نشده بودند و با تصاویری راویان که داستان را شرح می‌دادند، جایگزین شده بود.
در سال ۲۰۰۴ شرکت برادران وارنر حقوق مربوط به فیلم اقتباسی از کیمیاگر را خریداری کردند. این پروژه متوقف شد و هرگز محقق نشد و حقوق فیلم به هاروی وینستین که به عنوان تهیه‌کننده این فیلم کار می‌کرد، فروخته شد.
در سال ۲۰۰۷ در ماه ژوئن، پائولو کوئلیو اعلام کرد که پروژه آزمایشی جادوگر، یک پروژه مشارکتی است بر اساس کتاب جادوگر پورتوبلو.
در سال ۲۰۰۹ کتاب ورونیکا تصمیم می‌گیرد بمیرد به صورت یک فیلم عرضه شد.
در سال ۲۰۱۱ در ماه ژوئیه کوئیلو کتاب الف را به مسابقه گذاشت، مسابقه فیلم با همکاری و افزایش تعامل با بیش از ۵ میلیون دوست در فیس بوک. برنده رئیف کرت هنرمند ترکی بود.

## اشتراک گذاشتن فایل
پائولو کوئلیو مدافع سر سخت انتشار کتاب‌های خود از طریق شبکه‌های به اشتراک‌گذاری فایل در اینترنت است. یکی از طرفدارانش یک ترجمه روسی از یکی از رمان‌های او را به صورت آنلاین منتشر کرد. فروش کتاب او بدون هیچ ترفیع یا تبلیغ اضافی از جانب ناشران او از ۳۰۰۰ به یک میلیون در طول سه سال جهش کرد.
با توجه به قابل دسترس بودن مطالب کوئیلو در وب سایت، نویسنده‌ای به نام جف جارویس در کتاب خود تحت عنوان گوگل چه می‌کند کوئلیو را «نویسنده گوگلیست نامید.»

## زندگی شخصی
کوئلیو و همسرش کریستینا اویتیسیکا اوقات خود را بین اروپا و ریو دو ژانیرو، برزیل می‌گذرانند.
او یک کاتولیک رومی است و به‌طور منظم در میان مراسم ربانی حضور می‌یابد در سال ۱۹۹۶، کوئلیو مؤسسه پائولو کوئلیو را تأسیس کرد که به کودکان و افراد مسن با مشکلات مالی کمک می‌کند.
در سپتامبر ۲۰۰۷، کوئلیو توسط سازمان ملل متحد به عنوان پیام‌آور صلح نامیده شد.
از سایر فعالیت‌های پائولو کوئلو می‌توان به موارد زیر اشاره کرد:
عضو هیئت مدیره مرکز صلح شیمون پرز
مشاور ویژه یونسکو برای «گفتگوی بین فرهنگی و همگرایی معنوی»
عضو هیئت مدیره بنیاد شواب برای کارآفرینی اجتماعی
عضو آکادمی ادبیات برزیل
عضو شورای مشاوره بین‌المللی – مذاکرات مقدماتی بین‌المللی هاروارد
عضو هیئت مدیره، مرکز آزادی رسانه‌ای دوحه
در تاریخ ۹ مه ۲۰۰۶، در صوفیه، بلغارستان، به پائولو کوئلیو توسط رئیس‌جمهور بلغارستان، جورجی پاروانو «جایزه پر افتخار رئیس‌جمهور» اهدا شد.
وی همچنین در سال ۱۳۷۹ سفری به شهرهای تهران و شیراز داشته‌است.

## نقد آثار
از نگاه منتقدان، کوئیلو، آمیزه‌ای از نمادهای ادیان (اسلام و مسیحیت و یهود) و سنت‌های معنوی بودیسم، سرخ‌پوستی وجادوگری را با نمادهایی از نقاط مختلف جهان گرد آورده و با ایجاد نوعی همدلی و همانند سازی در میان مردم جهان، نفوذ پیدا کرده‌است. اما بیش از همه آموزه‌های عرفان یهودی (کابالا) استفاده می‌کند.
نگرش خطاکار و شرارت آمیز به خداوند، سنت ماه با استاد مؤنث و سنت خورشید با استاد مذکر، استفاده گسترده از نمادها، تکیه بر سحر و جادو، ربط دادن ارتباط جنسی به معنویت همه در تعالیم کابالا وجود دارد و از آن برگرفته شده‌است.

## آثار
| ۱  | تئاتر برای آموزش                         | ۱۹۷۴ |
| ۲  | بایگانی جهنم                             | ۱۹۸۲ |
| ۳  | خاطرات یک مغ (زیارت)(زائر کوم پوستل)     | ۱۹۸۷ |
| ۴  | کیمیاگر                                  | ۱۹۸۸ |
| ۵  | بریدا                                    | ۱۹۹۰ |
| ۶  | عطیه برتر                                | ۱۹۹۱ |
| ۷  | والکیری‌ها (دیدار با فرشتگان)             | ۱۹۹۲ |
| ۸  | مکتوب                                    | ۱۹۹۴ |
| ۹  | کنار رود پیدرا نشستم و گریستم            | ۱۹۹۴ |
| ۱۰ | کوه پنجم                                 | ۱۹۹۶ |
| ۱۱ | نامه‌های عاشقانه یک پیامبر                | ۱۹۹۷ |
| ۱۲ | مبارزان راه روشنایی (راهنمای جنگجوی نور) | ۱۹۹۷ |
| ۱۳ | ورونیکا تصمیم می‌گیرد بمیرد               | ۱۹۹۸ |
| ۱۴ | کلمات اساسی                              | ۱۹۹۸ |
| ۱۵ | شیطان و دوشیزه پریم                      | ۲۰۰۰ |
| ۱۶ | داستان‌هایی برای پدران، فرزندان و نوه‌ها   | ۲۰۰۱ |
| ۱۷ | یازده دقیقه                              | ۲۰۰۳ |
| ۱۸ | جن و گلهای رز                            | ۲۰۰۴ |
| ۱۹ | سفرها                                    | ۲۰۰۴ |
| ۲۰ | هستی (زندگی)                             | ۲۰۰۴ |
| ۲۱ | زهیر (رمان)                              | ۲۰۰۵ |
| ۲۲ | مسیرهای احیا شده                         | ۲۰۰۵ |
| ۲۳ | ساحره پورتوبلو                           | ۲۰۰۶ |
| ۲۴ | چون رود جاری باش                         | ۲۰۰۶ |
| ۲۵ | مثل یک ببر زندگی کن                      | ۲۰۰۸ |
| ۲۶ | برنده تنهاست                             | ۲۰۰۸ |
| ۲۷ | عشق                                      | ۲۰۰۹ |
| ۲۸ | الف                                      | ۲۰۱۰ |
| ۲۹ | افسانه‌ها                                 | ۲۰۱۱ |
| ۳۰ | نسخه خطی موجود در آکرا                   | ۲۰۱۲ |
| ۳۱ | زنا (خیانت)                              | ۲۰۱۴ |
| ۳۲ | جاسوس                                    | ۲۰۱۶ |
| ۳۳ | هیپی                                     | ۲۰۱۸ |
| ۳۴ | آیین کمان‌گیری                            | ۲۰۲۰ |

از دیگر آثار او می‌توان به سفر به دشت ستارگان، قاموس فرزانگی و دست نوشته‌های آکرا اشاره کرد.